# Chikkakalbalu, Kanakapura
Chikkakalbalu là một làng thuộc tehsil Kanakapura, huyện Ramanagara, bang Karnataka, Ấn Độ.